# Sérgio Grando
Sérgio José Grando (Veranópolis, 7 de março de 1950 – Florianópolis, 31 de dezembro de 2016) foi um político e professor brasileiro, filiado ao Partido Popular Socialista, atual Cidadania. Foi prefeito de Florianópolis, de 1993 a 1996.

## Carreira

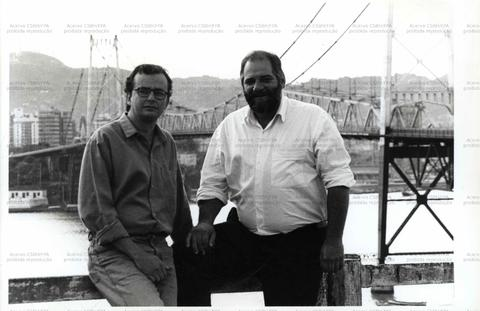
Grando ao lado de seu então candidato a vice-prefeito, Afrânio Boppré, em 1992

Sérgio Grando foi o primeiro - e até então o único - prefeito de esquerda eleito em Florianópolis. Ele governou a cidade entre 1993 e 1996, liderando uma Frente Popular composta por partidos como PCB, PT, PSDB, PCdoB e outras legendas. Seu vice-prefeito foi Afrânio Boppré, então filiado ao PT e atualmente membro do PSOL.
Durante sua gestão como prefeito, Grando implementou políticas públicas voltadas para a infância e os pescadores, além de idealizar projetos como o Direto do Campo, que conectava produtores rurais diretamente aos consumidores, e o Réveillon das Luzes, um evento que se tornou tradicional na cidade. Ele também foi responsável por levar pela primeira vez o transporte público aos morros de Florianópolis, ampliando a acessibilidade de comunidades periféricas.
Antes de ser prefeito, Grando foi vereador na década de 1980 e deputado estadual durante a 12ª legislatura (1991–1995). Em 1998, candidatou-se ao Senado, mas não foi eleito. Tentou novamente a prefeitura da capital catarinense em 2000 e 2004, porém foi derrotado ainda no primeiro turno em ambas as ocasiões.
Além de sua atuação política, Sérgio Grando também trabalhou como professor na antiga Escola Técnica Federal de Santa Catarina, atualmente Instituto Federal de Santa Catarina (IFSC).
No aniversário de 284 anos de Florianópolis foi um dos ex-prefeitos homenageados.
Em 2010,  assumiu a Presidência da extinta Agência Reguladora de Serviços de Saneamento Básico (Agesan), e até sua morte, comandava a diretoria Técnica da Agência de Regulação de Serviços Públicos de Santa Catarina (ARESC).
Grando faleceu por volta das 21h da noite de 31 de dezembro de 2016, aos 66 anos. Ele lutava contra um câncer de estômago há um ano. Foi sepultado no Cemitério Jardim da Paz de Florianópolis.